# Corps de volontaires serbes
Le Corps de volontaires serbes (serbo-croate : Srpski dobrovoljački korpus, Српски добровољачки корпус, abrégé en SDK ; allemand : Serbisches Freiwilligenkorps) était une unité militaire collaboratrice, formée en Serbie occupée durant la Seconde Guerre mondiale.

## Historique
Le SDK est formé en septembre 1941 sous le nom de Détachements de volontaires serbes, après l'invasion et le démembrement de la Yougoslavie par l'Allemagne nazie et ses alliés ; il est formé par des membres du ZBOR, le parti d'extrême-droite dirigé par Dimitrije Ljotić, pour servir d'auxiliaires dans la lutte contre les Partisans communistes de Tito et les Tchetniks de Draža Mihailović, qui viennent alors d'entrer en résistance contre les occupants. Plusieurs membres du parti de Ljotić font partie du Gouvernement de salut national dirigé par le général Milan Nedić, qu'ils servent officiellement en tant qu'unités de répression anticommunistes. Les volontaires de Ljotić comptent au début entre 3 000 et 4 000 recrues, leurs effectifs montant avec le temps à 12 000 hommes. En comparaison de la Garde nationale serbe, l'armée régulière du gouvernement collaborateur serbe avec laquelle ils se trouvent en rivalité, les volontaires constituent les auxiliaires serbes les plus fiables et les plus actifs des occupants allemands : Ljotić fournit en effet aux occupants des troupes déjà endoctrinées, fortement imprégnées d'idéologie fasciste et d'antisémitisme. Dès le début de l'occupation, les volontaires participent aussi bien aux combats contre les résistants qu'à des exactions contre les civils, et contribuent entre autres au massacre de Kragujevac en octobre 1941. Commandés par le colonel Konstantin Mušicki, ils demeurent cependant une force militaire modeste, sans aucune autonomie vis-à-vis des Allemands. Fin 1942, les Détachements de volontaires sont réorganisés pour prendre leur nom définitif de Corps de volontaires serbes.
À la fin du conflit, les volontaires serbes sont évacués par les Allemands vers la Slovénie pour y contribuer au combat contre les Partisans. Ljotić tente alors brièvement de former avec Mihailović une alliance des forces anticommunistes yougoslaves, dans l'espoir de passer du côté des Alliés. Cette alliance ne se concrétise pas ; Ljotić lui-même, alors qu'il prépare la retraite de ses hommes en plein effondrement militaire des Allemands, meurt fin avril 1945 dans un accident de voiture. Une partie des volontaires serbes sont capturés et massacrés par les Partisans, ou condamnés à mort,.